# Molophilus (Diplomolophilus) mongana
Molophilus (Diplomolophilus) mongana is een tweevleugelige uit de familie steltmuggen (Limoniidae). De soort komt voor in het Australaziatisch gebied.